# 이시구로 아야
이시구로 아야(石黒彩, 1978년 5월 12일 - )는 일본 홋카이도 출신의 배우이다. 전 모닝구무스메의 초기 멤버. 소속 사무소는 코코넛컴퍼니(공식 블로그 위에 명기되어 있는 사무소), 클러치.
복식 관련 길을 선택하여 졸업. 그 후, 주부업에 전념. 양육 에세이『무스메。에서 마마에―이시구로 아야의 LOVE2 양육 레볼루션』을 출판하였고, 그 후『양육 프로젝트!』를 출판.

## 약력
- 홋카이도 삿포로 세이료 고등학교 졸업, 홋카이도 여자 단기 대학 중퇴.
- 1997년 - 테레비도쿄 계열『ASAYAN』내의『샤란Q 락 보컬리스트 오디션』(우승은 헤이케 미치요)의 최종 후보까지 올랐지만 낙선. 마찬가지로 최종 후보에 뽑힌 나카자와 유코, 이이다 카오리, 아베 나츠미, 후쿠다 아스카와 함께 과제곡을 5일 동안에 5만장 판매하면 메이저에 데뷔할 수 있다는 조건으로「모닝구무스메。」를 결성. 과제곡『愛の種』를 멋지게 완매.
- 1998년 1월 28일 -『モーニングコーヒー』로 메이저 데뷔를 달성하였다.
- 1998년 10월 - 이이다 카오리, 야구치 마리와 함께 그룹 내 유닛 탄포포를 결성.
- 1998년 12월 31일 - 제40회 일본 레코드 대상 최우수 신인상을 획득, NHK 홍백가합전에 첫 출장.
- 2000년 1월 - 복식 관련 길을 선택하여 졸업.
- 2000년 5월 - 전 LUNA SEA의 신야와 결혼.
- 2003년 12월 - 도카이테레비에서 방송된「아이언 주부 결승전」에 결혼 후 첫 텔레비전 출연.
- 2003년 - 제1회 키치니스트 대상(요리 애호가의 저명인을 표창)을 수상(탤런트이자 요리 연구가인 굿치 유조와 함께).
- 2006년 8월 8일 -「런던하츠」에서 졸업 후 처음으로 전 모닝구무스메。멤버(나카자와 유코, 야스다 케이)와 함께 출연.
- 2010년 5월 25일 -「행복 결혼 상담소」에서 이치이 사야카와 공동 출연했다. 덧붙여 수록일(5월 6일)의 서로의 블로그로 재회를 보고하고 있다.
- 2012년 3월 10일 - 일본 무도관에서 개최되는「드림 모닝구무스메。스페셜 LIVE 2012 일본 무도관 ~제1장 종막「용사들, 집합하라」~」에 쯔지 노조미와 함께 게스트 출연하였다[1][2][3].

## 인물
- 코 피어스가 특징.
- 모닝구무스메。시절의 동료 중에서 나카자와 유코, 이이다 카오리, 야스다 케이, 야구치 마리와는 아직도 교류를 가지고 있으며 사이가 좋다.
- 자비로 전 동료들의 사진집과 CD를 사고 있다.
- 가족을 동반해서 헬로! 프로젝트 콘서트를 관람한 적도 있다.
- 많은 버라이어티 방송에의 출연과 임기 응변에 강한 토크, 화목한 주부생활 등으로 모닝구무스메。졸업생 중에서 가장 성공했다는 말을 듣는다.
- 모닝구무스메。에 들어가기 전에는 단기 대학에서 복식 미술을 배우고 있었다 (연예 활동에 전념하기 위해 중퇴).
- 2006년 12월 20일에 자신의 블로그에서 앨범『GALソン★クリスマス~SUPER BEST TRANCE~』에 수록된 탄포포의『聖なる鐘がひびく夜』의 커버 버전을 휴대폰 벨소리로 설정해 놓은 것을 발표하였다. 이 곡은 이시구로가 가수 시절에 참가한 마지막 싱글곡이다.

## 서적
- 무스메。에서 마마로―이시구로 아야의 LOVE2 양육 레볼루션 (2003년 9월 1일, 카도카와쇼텐) ISBN 4-04-883835-0
- 양육 프로젝트! (2004년 11월 20일, 코분샤) ISBN 4-334-97468-6
이 책의 띠에 이이다 카오리의 코멘트가 실려 있다.